# Gasan-myeon, Chilgok-gun
Gasan-myeon (koreanska: 가산면) är en socken i Sydkorea. Den ligger i kommunen Chilgok-gun i provinsen Norra Gyeongsang, i den centrala delen av landet, 220 km sydost om huvudstaden Seoul.